# Okotoks
Okotoks ist eine Gemeinde in der kanadischen Provinz Alberta, mit dem Status einer Kleinstadt (englisch Town). Sie liegt 18 km südlich von Calgary am Sheep River und hat sich in letzter Zeit zu einer Trabantenstadt von Calgary entwickelt.

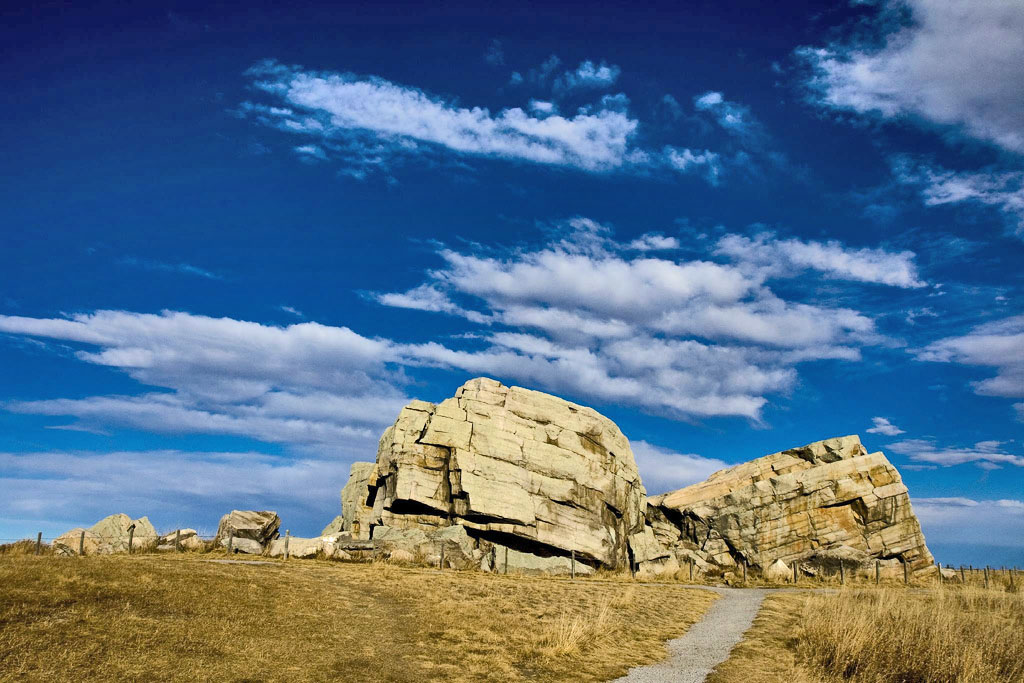
Big Rock oder Okotoks Erratic

Der Name Okotoks leitet sich von o'kotok ab, dem Wort, mit dem die Schwarzfußindianer den Big Rock bezeichnen, einen der weltweit größten Findlinge, der sich etwa 5 km westlich der Stadt befindet. In der Zeit vor der europäischen Besiedlung wurden die Felsen von umherziehenden Indianern als Geländemarkierung genutzt, um eine nahe gelegene Flussüberquerung zu finden.
Die Gegend wurde bereits ungefähr um das Jahr 1800 von David Thompson, einem kanadischen Kartographen und Pelzhändler, erkundet. Kurze Zeit später entstanden Handelsstationen, darunter 1874 eine an der Flussüberquerung über den Sheep River, an der sich heute die Stadt Okotoks befindet. Die Handelsstation lag an einer Handelsroute, genannt Macleod Trail, die von Fort Benton in Montana nach Calgary führte.